# Копальня Честерфілд
Копальня Честерфілд – колишній гірничодобувний майданчик у Меланезії, що діяв на острові Честерфілд (заморське володіння Франції).
У другій половині XIX століття на тлі зростаючого попиту на добрива велись пошуки та видобуток гуано на численних островах світового океану. Зокрема, в 1877-му на Честерфілді виявили значні запаси цього продукту, який, втім, унаслідок значного рівня опадів втратив більшість азоту та перетворився на фосфоритне гуано (проведені аналізи показали результат у 61% фосфату кальцію та 15% карбонату кальцію). Також варто відзначити, що саме відкриття на Честерфілді покладів добрива спонукало французьку адміністрацію Нової Каледонії вжити заходів з надбанням влади над цим безлюдним островом.
Вивіз гуано з Честерфілду почався не пізніше 1879 року і станом на квітень 1881-го звідси вже відправили понад два десятки кораблів. Для певного уявлення про обсяги операцій можливо відзначити, що одне з суден полишило Честерфілд з 325 тоннами гуано на борту, при цьому загальні запаси гуано на острові оцінювались у понад 100 тисяч тонн. 
На виставці в Антверпені у 1884 році представили зразки гуано з Честерфілду, при цьому відзначалось, що воно постачається до Маврикію, Реюньону та Нової Зеландії, проте наразі ней знайшло попиту в Європі.
Вивіз гуано з Честерфілду тривав щонайменше до 1885 року.